# روبرت أورتيز
روبرت أورتيز (بالإنجليزية: Robert Ortiz)‏ هو لاعب كرة القدم الكندية أمريكي، ولد في 30 مايو 1983 في سان دييغو في الولايات المتحدة.

## وصلات خارجية
- روبرت أورتيز على موقع JustSportsStats.com (الإنجليزية)
- روبرت أورتيز على موقع IMDb (الإنجليزية)